# 미국 육군 총사령관
미국 육군 총사령관(영어: Commanding General of the United States Army)은 1903년 미국 육군 참모총장이 창설되기 전 미국 육군(및 그 전신인 대륙육군)의 참모총장이자 최고위 장교에게 부여된 직함이다. 미국 독립 전쟁(1775~1783) 동안 직위는 대륙군 총사령관이었다. 1783년에 이 직함은 미국 육군 선임위 장교(영어: Senior Officer of United States Army)로 단순화되었다. 1821년에는 칭호가 미국 육군 사령관으로 변경되었다. 이 직위는 종종 "육군을 지휘하는 소장"이나 "총사령관"과 같은 다양한 다른 직함으로 불렸다.
1789년부터 1903년 폐지될 때까지 총사령관의 직위는 법적으로 전쟁장관에게 종속되었다. 이는 1903년 법정 미국 육군참모총장 직위를 개설하므로서 대체되었다.

## 참고 문헌
- Historical Resources Branch; United States Army Center of Military History.
- Eicher, John H.; Eicher, David J. (2001). 《Civil War High Commands》 (미국 영어). Stanford University Press. ISBN 0-8047-3641-3.
- Bell, William Gardner (2005). 《Commanding Generals and Chiefs of Staff 1775–2005: Portraits and Biographical Sketches》 (미국 영어). Washington, D.C.: United States Army Center of Military History. 2021년 4월 10일에 원본 문서에서 보존된 문서. 2010년 6월 18일에 확인함.
- King, Archibald (1960) [1949]. 《Command of the Army》 (PDF). Military Affairs (미국 영어). Charlottesville, Virginia: The Judge Advocate General's School, U.S. Army.